# 3837 Carr
3837 Carr је астероид главног астероидног појаса чија средња удаљеност од Сунца износи 2,424 астрономских јединица (АЈ).
Апсолутна магнитуда астероида је 13,0.